# Strand hotell
Strand hotell är ett vanligt hotellnamn i Sverige. Hotell med detta namn finns i bland annat Arild, Borgholm, Dalarö, Malmö, Umeå, Visby och Norrköping.